# Palmiste Lake
Palmiste Lake ist ein See auf der Karibik-Insel Grenada.

## Geographie
Der See liegt im Westen der Insel im Gebiet des Parish Saint John. Er liegt zwischen den Ausläufern des Mount Granby.
Die Siedlungen in der Nähe des Sees sind Grand Roy und Dothan an der Küste.